# Розсипнянська сільська рада
Розсипня́нська сільська рада (рос. Рассыпнянский сельский совет) — сільське поселення у складі Ілецького району Оренбурзької області Росії.
Адміністративний центр та єдиний населений пункт — село Розсипне.

## Населення
Населення — 655 осіб (2019; 786 в 2010, 1092 у 2002).